# Список канадських мереж піцерій
Це список відомих канадських мереж піцерій. Цей список обмежується мережами піцерій, що базуються або походять з Канади:

## Канадські мережі піцерій
- 241 Pizza — Франшизова мережа зі штаб-квартирою в Скарборо, Торонто
- Boston Pizza — Канадська мережа, що має власні та франшизові заклади в Канаді, США та Мексиці
- East Side Mario's — Канадська мережа, яка має заклади в Канаді
- Freshslice Pizza — Канадська мережа та франшиза піцерій
- Gabriel Pizza — Канадська франшиза піцерій
- Greco Pizza Restaurant — Мережа піцерій в Атлантичній Канаді
- King of Donair — Канадська мережа ресторанів
- Mikes — Канадська мережа ресторанів пасти та піци
- Mother's Pizza — Міжнародна мережа ресторанів
- Panago — Канадська мережа піцерій
- Pizza 73 — Канадська мережа піцерій, дочірня компанія Pizza Pizza
- Pizza Delight — Канадська мережа піцерій
- Pizza Nova — Канадська мережа піцерій
- Pizza Pizza — Канадська мережа піцерій
- Pizza Salvatore — Канадська мережа піцерій
- Pizzaiolo — Мережа піцерій в американському стилі в Канаді
- Sarpino's Pizzeria — Міжнародна мережа ресторанів швидкого харчування, що спеціалізується на піці
- Topper's Pizza — Канадська мережа піцерій

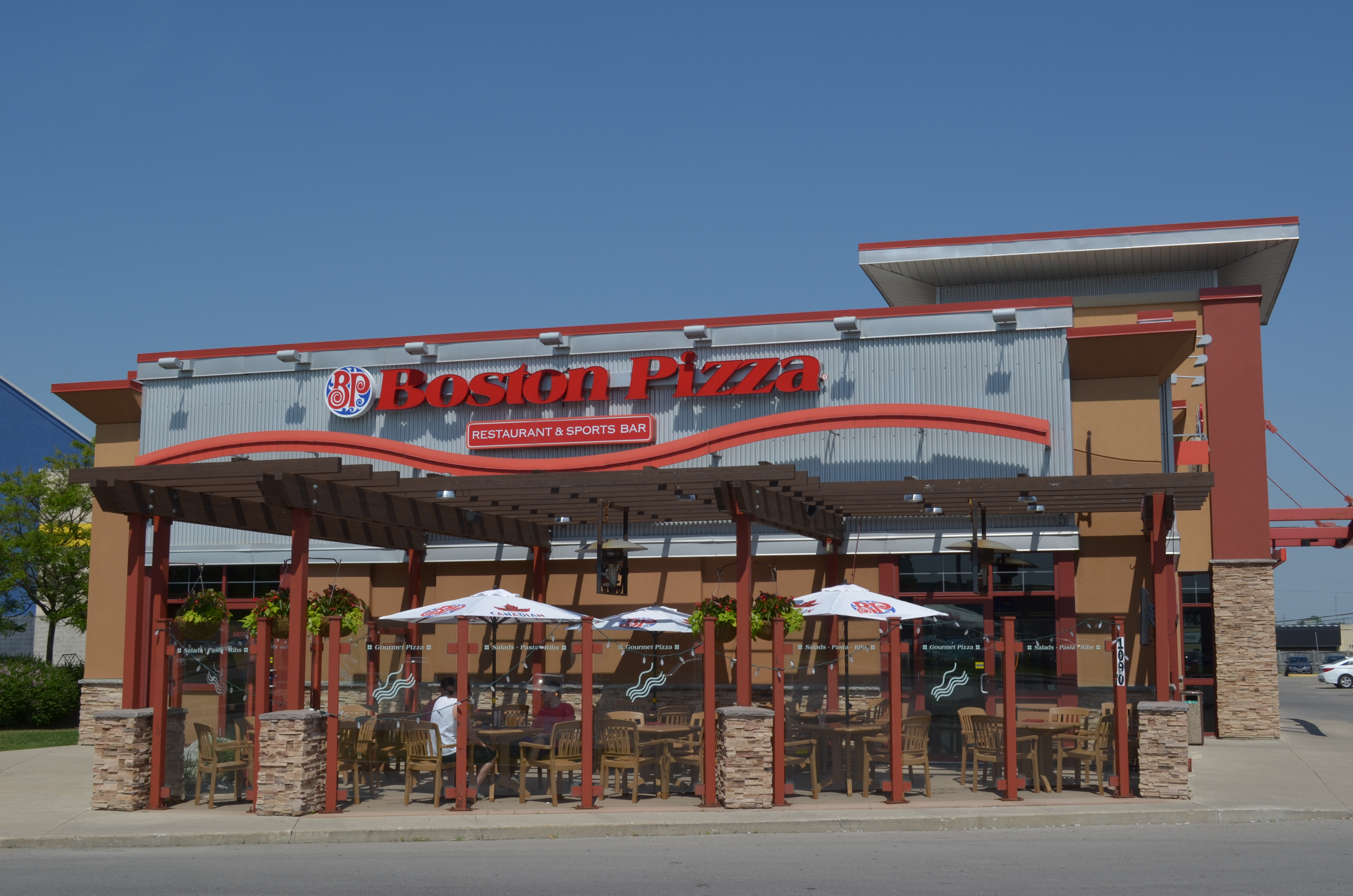
Локація Boston Pizza у Лондоні, Онтаріо
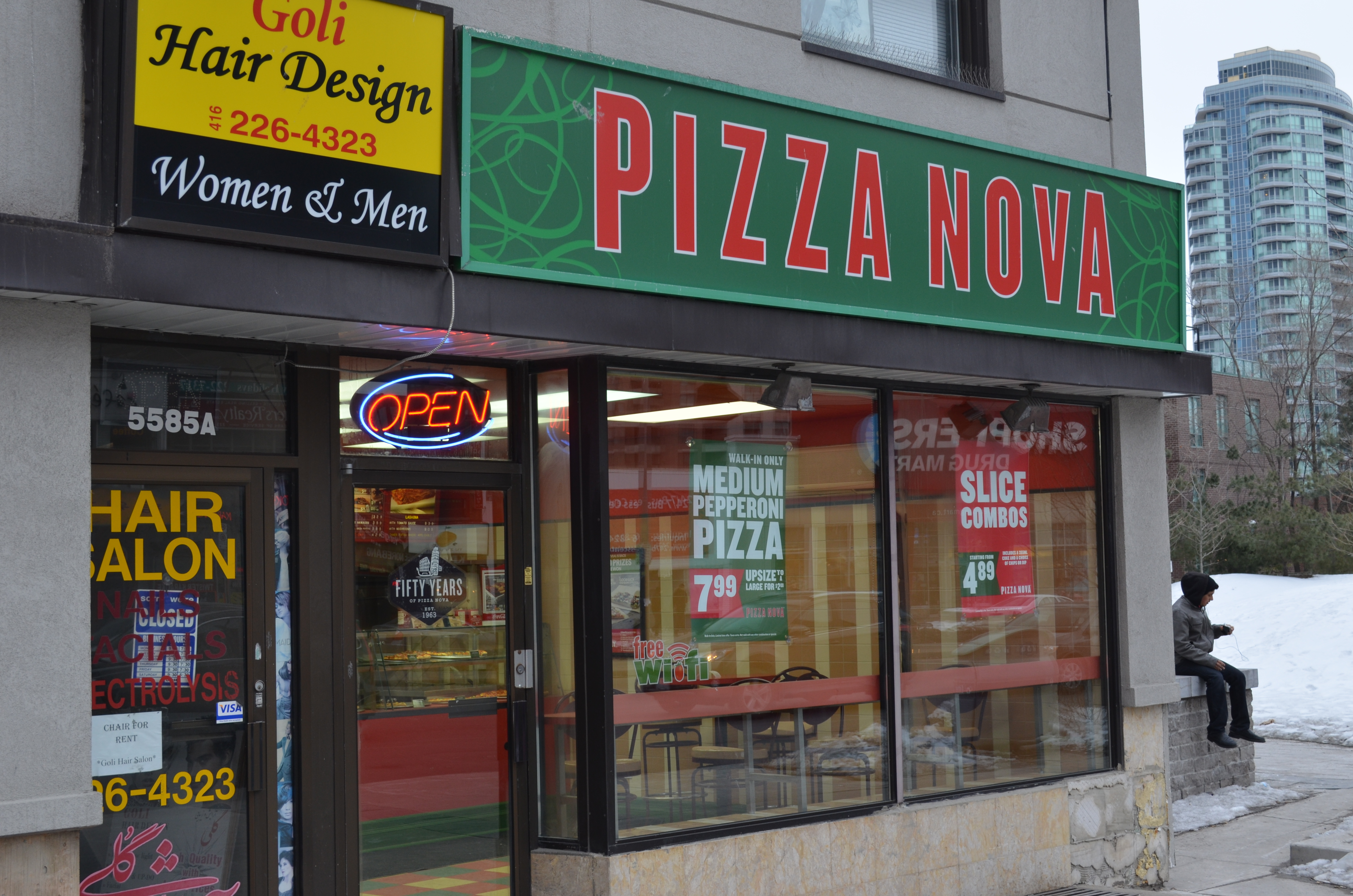
Ресторан Pizza Nova
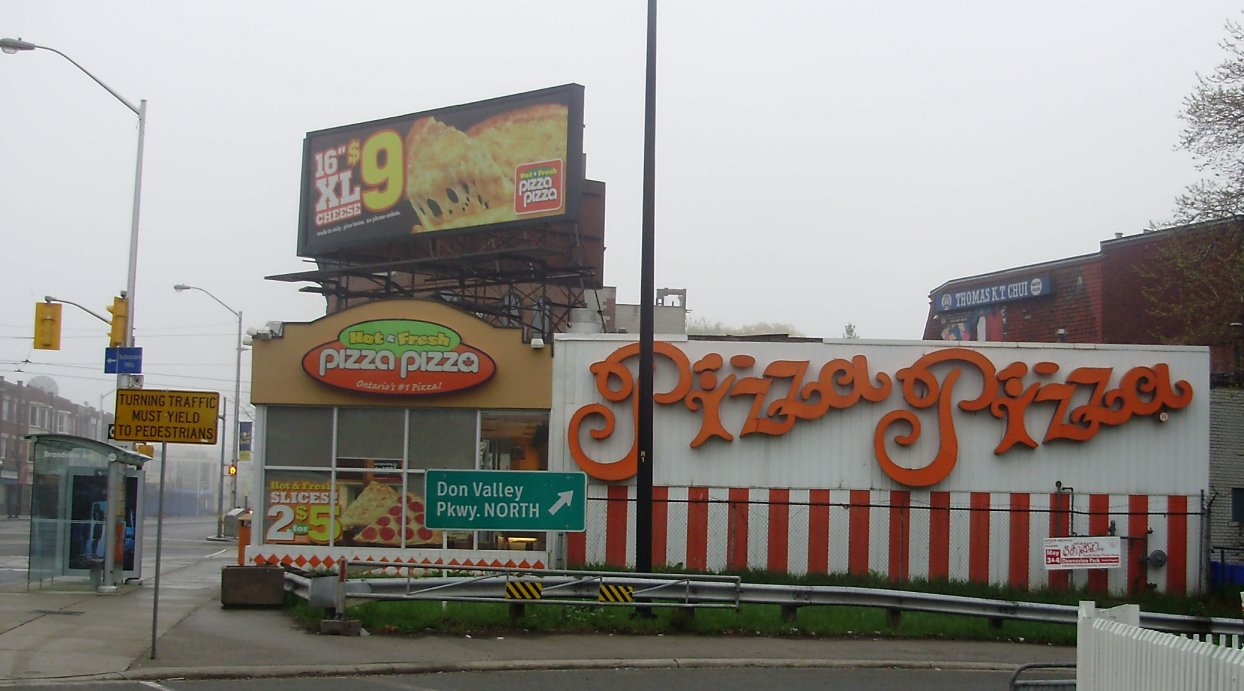
Ресторан Pizza Pizza у Торонто